# Szakál Géza

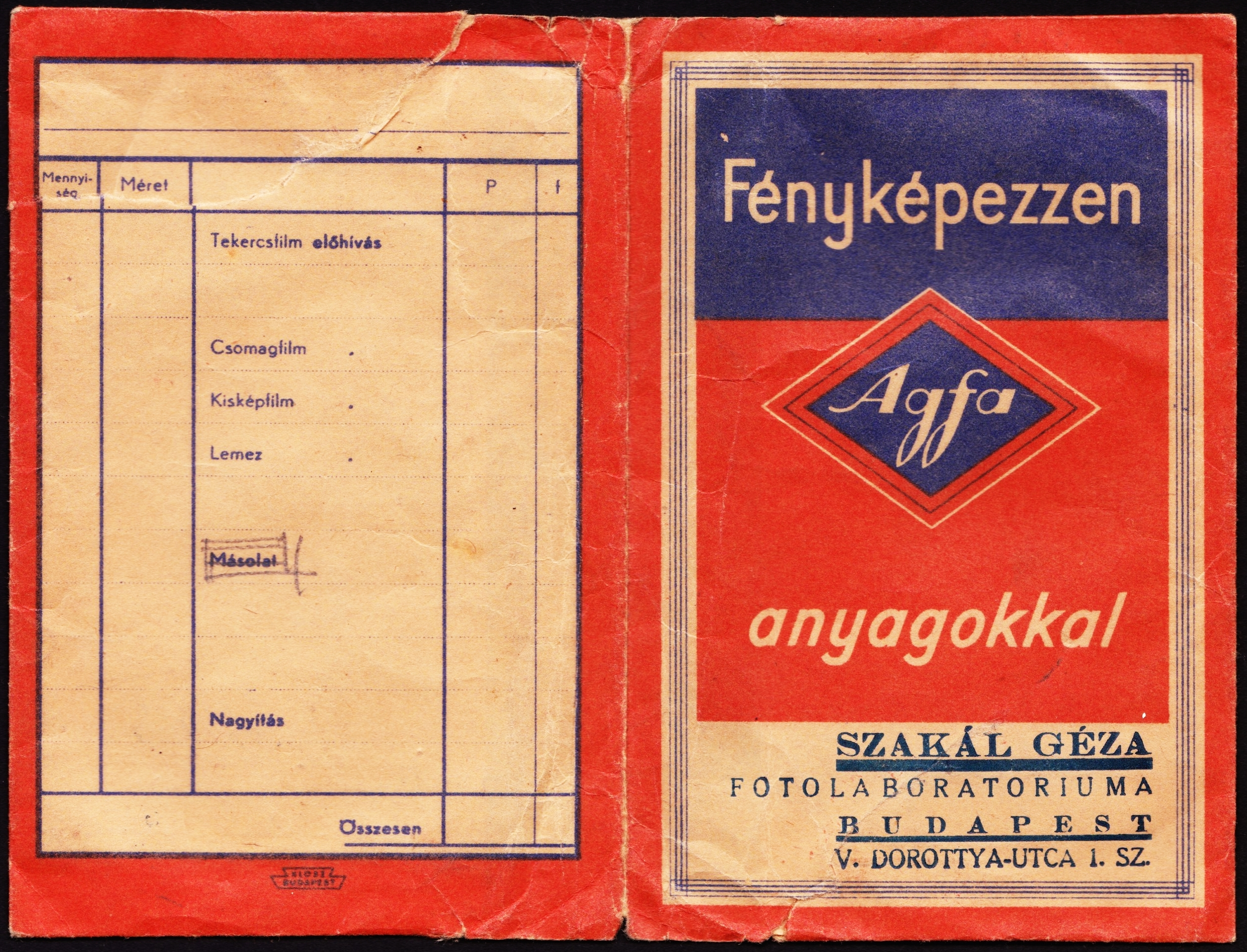
Szakál Géza fotólaboratóriumának fényképtartó tasakja (1939)

Szakál Géza (?, 1883. december 20. – Budapest, 1959. október 10.) fényképész, szakíró.

## Élete
Korának ismert fényképésze és szakírója volt. Az 1910-es években nyitotta meg első üzletét a Gerbeaud-ház oldalában (Dorottya utca 1.) Szakál és Kirschenbaum fényképészeti cikkek szaküzlete, fotólaboratórium néven. Az 1940-es években már a 11. számú házban működött. Cége Debrecenben is nyitott fiókot.
Fotóművészként kül- és belföldön számos díjat nyert képeivel. 1926-ban az Agfa pályázatán kiemelkedő eredményt ért el, ehhez a márkához kötődött legerősebben. Népviseletekről készült képeből diasorozatot állított össze. Foglalkozott hivatalos iratok filmen történő archiválásával is. Szakál készítette Dulovits Jenő könyveihez az illusztrációk nyomdai kliséit is.
Számos társadalmi pozíciót is betöltött. Egyebek közt a Magyarországi Fotokereskedők Egyesületének elnöke, a Magyar Amatőrfényképezők Országos Szövetségének örökös tiszteletbeli tagja és alelnöke, 1920-tól a budapesti törvényhatóság bizottsági tagja volt. A második világháború után megszűnt üzlete.

## Művei
- A gyakorlati fényképezés Athenaeum Irodalmi és Nyomdai Részvénytársulat Budapest, 1916